# Poule-les-Écharmeaux
Poule-les-Écharmeaux ist eine französische Gemeinde  mit 1.027 Einwohnern (Stand: 1. Januar 2022) im Département Rhône in der Region Auvergne-Rhône-Alpes. Sie gehört zum Arrondissement Villefranche-sur-Saône und zum Kanton Thizy-les-Bourgs (bis 2015: Kanton Lamure-sur-Azergues).

## Lage
Poule-les-Écharmeaux liegt 52 Kilometer nordnordwestlich von Lyon, etwa 32 Kilometer nordöstlich von Roanne und rund 26 Kilometer nordwestlich von Villefranche-sur-Saône. Hier entspringt der Azergues, im Osten des Gemeindegebietes verläuft sein Zufluss Aze. Umgeben wird Poule-les-Écharmeaux von den Nachbargemeinden Propières im Norden, Chénelette im Nordosten, Saint-Didier-sur-Beaujeu im Osten, Claveisolles im Südosten, Saint-Nizier-d’Azergues im Süden, Ranchal im Südwesten, Belleroche im Westen.

## Bevölkerungsentwicklung
| Jahr                       | 1962 | 1968 | 1975 | 1982 | 1990 | 1999 | 2006 | 2013 |
| Einwohner                  | 1114 | 1025 | 832  | 795  | 838  | 834  | 956  | 1102 |
| Quellen: Cassini und INSEE |      |      |      |      |      |      |      |      |

## Sehenswürdigkeiten
- Kirche
- Schloss La Combe
- Schloss Les Fougères aus dem 16. Jahrhundert
- Schloss La Ronze